# Toulouse Business School
Toulouse Business School je evropská obchodní škola s kampusy (pobočkami) v Paříži, Londýně, Barceloně, Casablance a Toulouse. Škola, založena v roce 1903, je jednou z nejlepsích obchodních škol na světě.

## Popis
Toulouse Business School je přidružena k University of Toulouse, prestižní francouzské škole, která má 1 % obchodních škol. TBS je akreditována u tří mezinárodních organizací: EQUIS, AMBA, a AACSB. Škola má přibližně 30 000 absolventů ze 75 zemí a více než 50 národností. Mezi významné absolventy patří Nicolas Todt (ředitel společnosti ART Grand Prix), Fatoumata Bâ (senegalská podnikatelka a investorka) a Virginie Calmels (bývalá generální ředitelka společností Canal+ a Endemol).

## Programy
TBS nabízí magisterský program v oboru managementu (Master in Management), několik specializovaných magisterských programů v oborech jako marketing, finance, média či personalistika (HR). Dále škola nabízí programy „Executive MBA”, jenž je podobný klasickým prezenčním MBA programům. TBS také nabízí doktorské studium, které vede k získání titulu Ph.D.
Škola je známá pro své tituly v letectví (ve spolupráci s École nationale de l'aviation civile).